# On the Road Again (singel Williego Nelsona)
On the Road Again – piosenka skomponowana przez Williego Nelsona, nagrana przez niego w 1979 i wydana na albumie Honeysuckle Rose w 1980 r.
Utwór uzyskał 20. miejsce na amerykańskiej liście przebojów Hot 100 magazynu Billboard oraz 1. miejsce na Hot Country Songs.
Piosenka została wykorzystana w licznych filmach i serialach, między innymi: South Park, Shrek, Shameless – Niepokorni, Family Guy, Forrest Gump, The Big Green, The Littlest Hobo, Detektyw Monk, Sezon na misia 3, SpongeBob Film: Na ratunek, Głupi i głupszy bardziej oraz Nomadland.